# لوکا ببیچ
لوکا ببیچ (انگلیسی: Luka Bebić؛ زادهٔ ۲۱ اوت ۱۹۳۷) یک سیاست‌مدار اهل کرواسی است.